# Landolphia villosa
Landolphia villosa är en oleanderväxtart som beskrevs av J.G.M.Pers.. Landolphia villosa ingår i släktet Landolphia och familjen oleanderväxter. Inga underarter finns listade i Catalogue of Life.